# Islas Chatham
Las islas Chatham (/ˈtʃætəm/ CHAT-əm en moriori: Rēkohu «sol brumoso», māori: Wharekauri) es un archipiélago de Nueva Zelanda localizado en el océano Pacífico. Comprende diez islas en un radio de 40 km. El archipiélago se encuentra situado a 800 km al este de Christchurch, en Nueva Zelanda. Las islas han pertenecido oficialmente a Nueva Zelanda desde 1842.

## Geografía
La superficie total de las islas es de 996 km², casi toda en las dos islas mayores, Chatham (en esta se encuentra la capital, Waitangi) y Pitt. Estas islas principales son las únicas habitadas; las islas menores constituyen, en gran parte, reservas con acceso restringido o prohibido, son:
- Isla Chatham (Wharekauri)
- Isla Pitt
- Pequeña Mangere
- Star Keys (Motuhope)
- Forty-Fours (Motuhara)
- Mangere
- Rabbit
- Isla Sudeste (Rangatira)
- Las Hermanas (Rangitatahi)
- La Pirámide (Tarakoikoia)

La mayoría de estas tierras están cubiertas por helechos y pastos, aunque hay algunas áreas de bosques. El terreno es accidentado, más en la isla Pitt que en las otras, estando el punto de más altitud en la isla Pitt, a 290 m. La isla Chatham, la principal de este conjunto, tiene numerosos lagos y lagunas, siendo el mayor de estos depósitos la laguna Te Whanga. Otros lagos de la isla Chatham son el Huro y el Rangitahi. Entre los arroyos están el Te Awainanga y el Tuku.

## Historia
Los primeros habitantes de estas islas pertenecían a tribus inmigrantes de la Polinesia, que se establecieron alrededor del año 1000 d. C., y de este aislamiento surgió el pueblo moriori. El origen exacto de esta gente permanece como tema de varias discusiones. Algunos han pensado que arribaron directamente de las islas de la Polinesia ubicadas más al norte, pero en la actualidad las teorías estándar ven a maoríes como provenientes de continente de Nueva Zelanda. Este debate tiene un matiz político, ya que los actuales habitantes maoríes, descendientes de aquellos que invadieron y conquistaron el archipiélago en 1832, reclaman un acceso a los derechos ancestrales maoríes. Un extenso reporte de esos reclamos, Rekohu, ha sido publicado por el Tribunal Waitangi. 
La población moriori de las islas alcanza a 2000 habitantes. Viven como cazadores y recolectores, obteniendo su alimento del mar y de la flora nativa. Esta sociedad vivió pacíficamente, con pequeñas organizaciones, pero manteniendo una población estable mediante la castración de un cierto porcentaje de los niños varones. 
El nombre de las islas Chatham proviene del barco HMS Chatham, comandado por el teniente de la Royal Navy William Robert Broughton, que desembarcó en ellas el 29 de noviembre de 1791 y reclamó posesión para Gran Bretaña. Broughton comandaba el segundo barco de la famosa expedición Vancouver (1791-1795).
Los cazadores de focas y de ballenas pronto hicieron de estas islas un centro de sus actividades. La pesca continúa contribuyendo significativamente en la economía, aunque las industrias relacionadas con las focas y las ballenas cesaron sus actividades alrededor del 1861.

## Literatura
Se menciona la «isla Chatham», con su latitud y longitud exactas, en la obra Robur el conquistador de Julio Verne, donde se la describe como «una gigantesca estrella de mar de tres puntas».
También se les menciona en el libro El atlas de las nubes del escritor británico David Mitchell así en el premio Pulitzer "Armas, germenes y acero" de Jared Diamond donde se cuenta la historia de los Morioris.